# Норрботтенський металургійний завод
65°33′47.0″ пн. ш. 22°12′17.0″ сх. д. / 65.563056° пн. ш. 22.204722° сх. д.

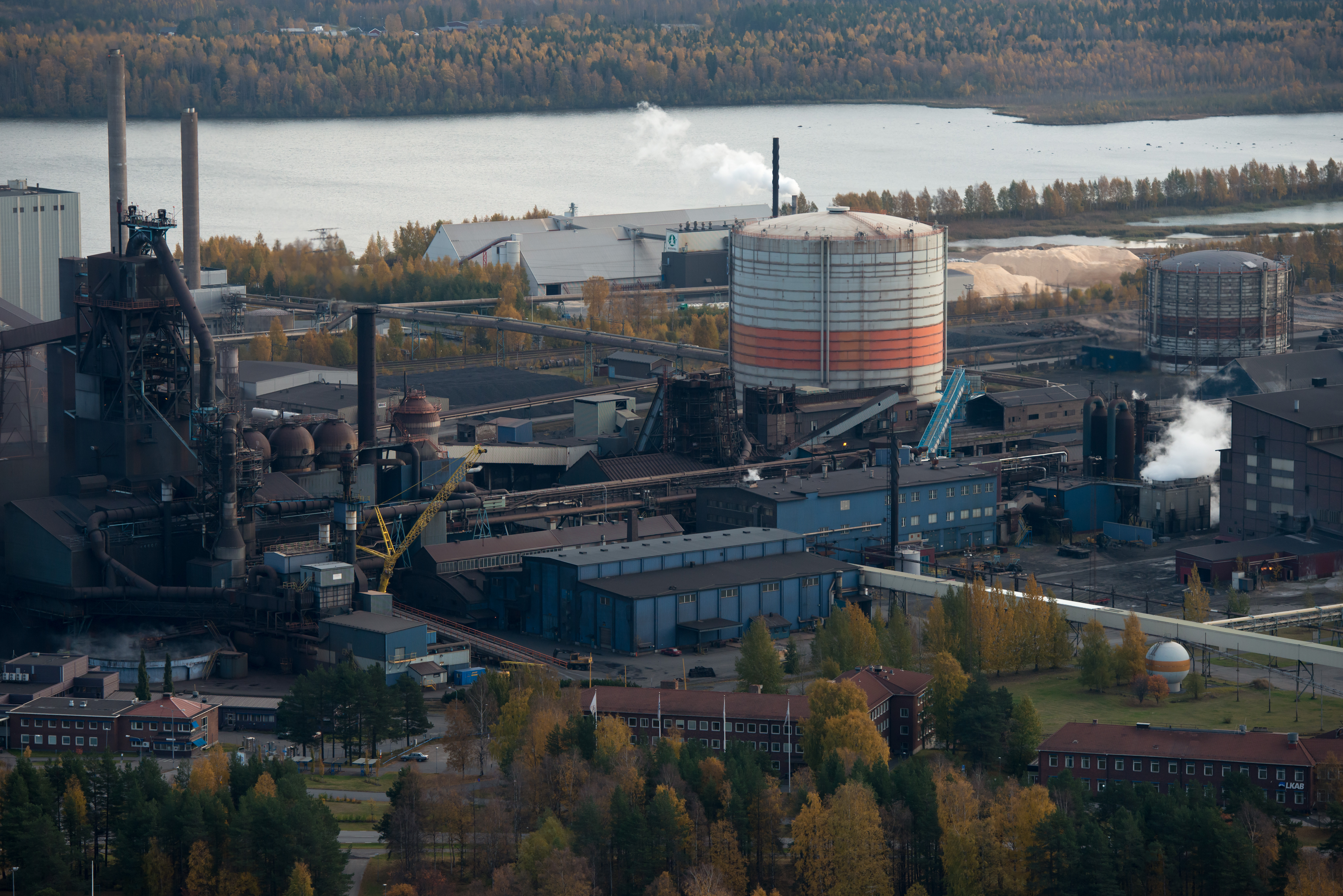
Вид на завод.

Норботтенський металургійний завод, «Норботтенс ернверк» (швед. Norrbottens Järnverk AB, NJA) — металургійний завод з повним металургійним циклом, розташований у місті Лулео в Швеції, в лені Норрботтен (звідси назва). Заснований 1940 року як державне підприємство. У другій половині 20 століття був одним з трьох найбільших металургійних підприємств Швеції, з 1981 року став найбільшим.

## Історія
У другій половині 1960-х років завод виробляв понад 400 тис. т чавуну, понад 500 тис. т сталі і близько 300 тис. т прокату. Залізна руда на завод надходила з Кіруни і Еллєваре. На початку 1970-х років на заводі працювало приблизно 3000 чоловік.
1978 року завод перейшов у власність компанії «SSAB Steel AB».

## Сучасність
На заводі працює 1 доменна піч.